# Staatsgrundgesetz (Königreich Hannover)
Das Staatsgrundgesetz für das Königreich Hannover existierte von 1833 bis 1837 und wird auch als „Grundgesetz für das Königreich Hannover“ bezeichnet.

## Geschichte
Vorbereitet wurde das Staatsgrundgesetz zu Beginn der 1830er Jahre durch die Allgemeine Ständeversammlung, unter anderem durch deren Generalsyndicus und Vorsitzenden der Kommission zur Prüfung des Entwurfes des Verfassungs-Gesetzes, des hannoverschen Staats- und Kabinettsministers Caspar Detlev von Schulte. Daraus ging das 1833 von Wilhelm IV., König von Hannover, Großbritannien und Irland bestätigte sogenannte „Staatsgrundgesetz“ für das Königreich Hannover hervor, das am 29. September des Jahres in Kraft trat.
Dieses „Grundgesetz“ eröffnete sowohl dem Bürgertum als auch dem Bauernstand den Zugang zur Zweiten Kammer der Ständeversammlung. Darüber hinaus wurde eine beschränkte Minister-Verantwortung eingeführt sowie die Generalsteuerkasse mit der bis dahin unabhängigen Königlichen Generalkasse zu einer einheitlichen Steuerkasse zusammengeführt, die dann dem Haushaltsrecht der Ständeversammlung unterworfen war.
Außerdem wurde der Einfluss der Regierung auf die Zusammensetzung des Magistrats der Stadt Hannover auf das Recht der simplen Bestätigung reduziert, was eine Stärkung der städtischen Selbstverwaltung bedeutete.
Nachdem bereits seit 1832 der hannoversche Stadtdirektor Wilhelm Rumann Präsident der Zweiten Kammer war, hatte die Stadt Hannover das Recht, mit Bernhard Hausmann einen zweiten Deputierten in die Ständeversammlung zu entsenden.
Nach dem Ende der englisch-hannoverschen Personalunion wurde Ernst August, Herzog von Cumberland und fünfter Sohn des englischen Königs Georg III., 1837 König von Hannover. Unmittelbar nach seiner Regierungsübernahme hob er am 1. November 1837 das Staatsgrundgesetz auf, was zu einem Verfassungskonflikt im Königreich führte, „in den auch der hannoversche Magistrat verwickelt war“. Sieben Professoren der Georg-August-Universität Göttingen, genannt die Göttinger Sieben, protestierten gegen die Aufhebung der Verfassung und wurden daraufhin entlassen. Der Konflikt gilt als eines der politisierenden Ereignisse des Vormärz.